# Camas (Hiszpania)
Camas — miasto w Hiszpanii, we wspólnocie autonomicznej Andaluzja nad rzeką Gwadalkiwir. W 2008 roku liczyło 25 780 mieszkańców.
W tym mieście urodził się Sergio Ramos, piłkarz.